# I gioielli della Madonna

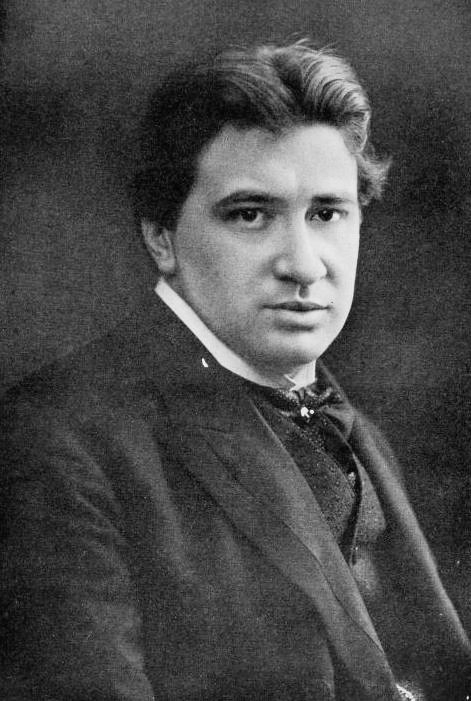
Ermanno Wolf-Ferrari 1906

I gioielli della Madonna (Tyska: Der Schmuck der Madonna, svenska:Madonnans juveler) är en opera i tre akter med musik av Ermanno Wolf-Ferrari och libretto av Enrico Golisciani och Carlo Zangarini.

## Historia
Med Madonnans juveler avvek Wolf-Ferrari från sin invanda buffastil och försökte sig på en äkta veristisk opera i Pietro Mascagnis stil, kanske för att försöka behaga den italienska publiken som dittills hade varit kylig mot hans operor. Ironiskt nog fick verket mindre uppmärksamhet än de föregående operorna. Operan hade premiär den 23 december 1911 på Kurfürstenoper i Berlin med titeln Der Schmuck der Madonna. Först 1953 spelades operan i Italien.
Svensk premiär den 4 december 1913 på Kungliga Operan i Stockholm där den framfördes 26 gånger.

## Personer
- Biaso (tenor)
- Carmela (mezzosopran)
- Ciccillo (tenor)
- Gennaro (tenor)
- Maliella (sopran)
- Rafaele (baryton)
- Rocco (bas)
- Totonno (tenor)

## Handling
Akt I
Den unge smeden Gennaro har vuxit upp tillsammans med den föräldralösa Maliella, som han har blivit glödande förälskad i. Hon har flera beundrare, bland andra skalden Braso och ledaren för camorran, Raffaele, vilken under en madonnafest i staden uppvaktar Maliella och säger att han för hennes skull skall stjäla smyckena på den madonnafigur som bärs omkring på gatorna.
Akt II
Då Maliella börjar tala om att flytta hemifrån samlar sig Gennaro och förklarar henne sin kärlek, men hon avvisar honom och säger att den man hon väljer skall vara så betagen i henne att han är villig att stjäla madonnans juveler om hon ber honom om det. Gennaro blir både upprörd och olycklig och stänger in henne. Raffaele sjunger en serenad för henne och hon låter övertala sig att dagen därpå bege sig till hans gömställe. Gennaro har dock tagit henne på orden och kommer med madonnans juveler, och Maliella går villigt in i hans famn.
Akt III
Nästa dag kommer Maliella till Raffaele, för vilken hon bara är en ny erövring. Han lägger till sin förskräckelse märke till att hon bär madonnans juveler och när hon erkänner att hon har lovat bort sig till Gennaro för att få dem vänder han henne ryggen. Hon kastar juvelerna för fötterna på Gennaro, som följt efter henne, och går och dränker sig medan han bär tillbaka dem till madonnastatyn. Sedan tar han sitt liv.